# 托马斯·施泰茨
托马斯·阿瑟·施泰茨（英語：Thomas Arthur Steitz，1940年8月23日—2018年10月9日），美国生物化学家，2009年诺贝尔化学奖得主之一。

## 生平
施泰茨出生于美国威斯康星州的密尔沃基，1962年本科毕业于劳伦斯大学化学系。1966年获得哈佛大学分子生物学和生物化学博士学位，1967年-1970年在剑桥大学MRC分子生物学实验室作博士后。1976-1977年为哥廷根大学“梅西研究员”。1984-1985年为加州理工学院“公平儿童学者”。现为耶鲁大学分子生物物理学和生物化学系的斯特林教授，以及霍华德·休斯医学研究所的研究员。2009年，因对核糖体结构和功能的研究而与文卡特拉曼·拉马克里希南和阿达·约纳特共同获得2009年诺贝尔化学奖。
美國《運動畫刊》專欄作家Ben Reiter(班·賴特）在他的其中一本著作中分享：老婆Joan Steitz 也是在耶魯大學教分子生物學和生物化學的教授。耶魯大學裡有流言，說史泰茲夫婦在其中一間實驗室裡打造他們的獨生子Jon。兒子Jon Steitz 、媳婦 Katherine Van Loon Steitz和兩個孫子。Jon Steitz 在大三時在第三輪被密爾瓦基釀酒人隊選走，提早一年離開大學。

## 主要贡献
施泰茨致力于研究与DNA复制转录相关的蛋白质结构。在用生物物理法研究核糖体结构多年后，开始涉足核糖体晶体结构。